# صدق (إله)
صِدِق (باليونانية Συδυκ سِيدِيك أو صيديق) اسم الإله ورد في ثيوغونيا قدمها الكاتب الفينيقي في العصر الروماني فيلون الجبيلي في رواية حفظها يوسابيوس في كتابه "الإعداد الإنجيلي" ونُسبت إلى سكنيتن الأقدم. 

## الأثالةوالدور
ترجم فيلو الجبيلي المعنى اليوناني للاسم على أنه "صدق"، مما يشير إلى أن الكلمة تتوافق مع الجذر السامي "صدق". يوجد إله فينيقي يدعى صدق، وقد تم توثيقه في النقوش بشكل جيد؛ كما ذكره فيلو أيضًا باعتباره واحد من زوج آلهة مع ميسور Μισωρ. ويرد أن صدق وميسور ولدا من أمونوس ومجوس، اللذين ولدا بدورهما من "المتجولين" أو الجبابرة . وُصف صدق بأنه والد " الديوسكوروي أو الكابيري أو الكوريبانتس Κορύβαντες أو الساموثراكي "، الذين يُنسب إليهم اختراع السفينة.
كان صدق الفينيقي معادلًا لجوبيتر الروماني، ومن ثم فقد اقترح أن تكون عبادة صدق مرتبطة بعبادة كوكب المشتري كمظهر من مظاهر العدالة أو الاستقامة. 
قد تكون بعض الأسماء ثيوفوريات للإله صدق ، مثل الاسم النادر صدقملك (الملك الفينيقي للاباثوس، واسم شخصي من نقش فينيقي من كركميش )، و ملكي صدق ، و صدقا (ملك عسقلان تحت حكم سنحاريب، واسم شخصي من نقش من كيتيون )، وقد زعم كارغيل Robert R. Cargill أيضًا لصالح تفسير أصل اسم ملكي صادق على أنه "ملكي هو صدق"، مشيرًا إلى أن الإله كان يُعبد في اورشليم . 

## الارتباط بآلهة الأخرى
وجود علاقة بين صدق والإلهة الرافدينية كيتوم أمر جرى اقتراحه، إذ وردت الإشارة إلى كيتوم أيضًا باسم صِدقو، كما أن الاسم السامي الغربي أمي-صدوقا Ammi-saduqa ترجم إلى الأكادية باسم كيمتوم-كيتوم Kimtum-kittum مما يُظهر تكافؤًا في المعنى بين الاسم السامي الغربي صدق وكلمة كيتوم الأكادية. كانت كيتو تقترن بشكل مماثل بالإله ميشارو ، الذي اسمه قريب من ميسور "العدالة". وفي ماري نجد الآلهة يشار وميشار المكافئة .
كما توجد إشارة أوغاريتية إلى إله يُدعى صدوق، وهو سلف محتمل لصدق.
ويُخمن أيضًا أن إلهًا مرتبطًا يُدعى "صديق" (أي "البر") كان يُعبد في القدس، حيث تحتوي أسماء ملكين للمدينة، ملكي صادق وأدوني صادق، على كلمة صدق.